# Jean-Jacques Aymé
Pour les articles homonymes, voir Aymé.
Jean-Jacques Aymé (1752-1818), dit « Job-Aymé » est un homme politique français, membre du Conseil des Cinq-Cents de 1795 à 1797, déporté en Guyane, après le coup d’État du 18 fructidor an V .

## Biographie
Jean-Jacques Aymé naît le 13 janvier 1752 à Montélimar. Il est le fils de Job Aymé, marchand, et de son épouse, Jeanne Gonin.  
Avocat de profession, Jean-Jacques Aymé accueille la Révolution avec faveur. En mai 1790, il participe à l'Assemblée électorale de Chabeuil devant désigner le chef-lieu du nouveau département de la Drôme ainsi que ses futurs administrateurs. Il y est élu procureur général syndic du département de la Drôme. Il en est député au Conseil des Cinq-Cents de 1795 à 1797, où il est surnommé « Job-Aymé ». Accusé en séance d'être le « chef des royalistes du Midi », il répond : « J'ai cherché à garantir ma vie et ma liberté », provoque une bronca et son éloignement de l'assemblée. Rappelé quelques mois plus tard, il devient même le secrétaire du Conseil, avant d'être déporté le 1er vendémiaire an VI (23 septembre 1795) avec d'autres parlementaires après le coup d'État du 18 fructidor an V . Il s'évade du bagne le 4 brumaire an VIII (26 septembre 1799) et rejoint la France après avoir fait naufrage, le 20 Nivôse an VIII (10 janvier 1800) sur les côtes de l'Écosse, à Fraserburgh. 
À nouveau rappelé à la suite du 18 brumaire, il est interné à Dijon, d'où il rédige un mémoire sur son exil et se prononce en faveur de Napoléon Bonaparte. Il est nommé par ce dernier directeur des droits réunis du Gers, puis de l'Ain, puis meurt en fonctions le 1er octobre 1818 à Bourg-en-Bresse.

## Écrit de Jean-Jacques Aymé
- Déportation et naufrage de J. J. Aymé, ex-législateur ; suivis du tableau de vie et de mort des déportés, à son départ de la Guyane, avec quelques observations sur cette colonie et sur les nègres, Paris, Maradan, [1800], 269-[26] (lire en ligne) et sur Manioc.